# Console (storia medievale)

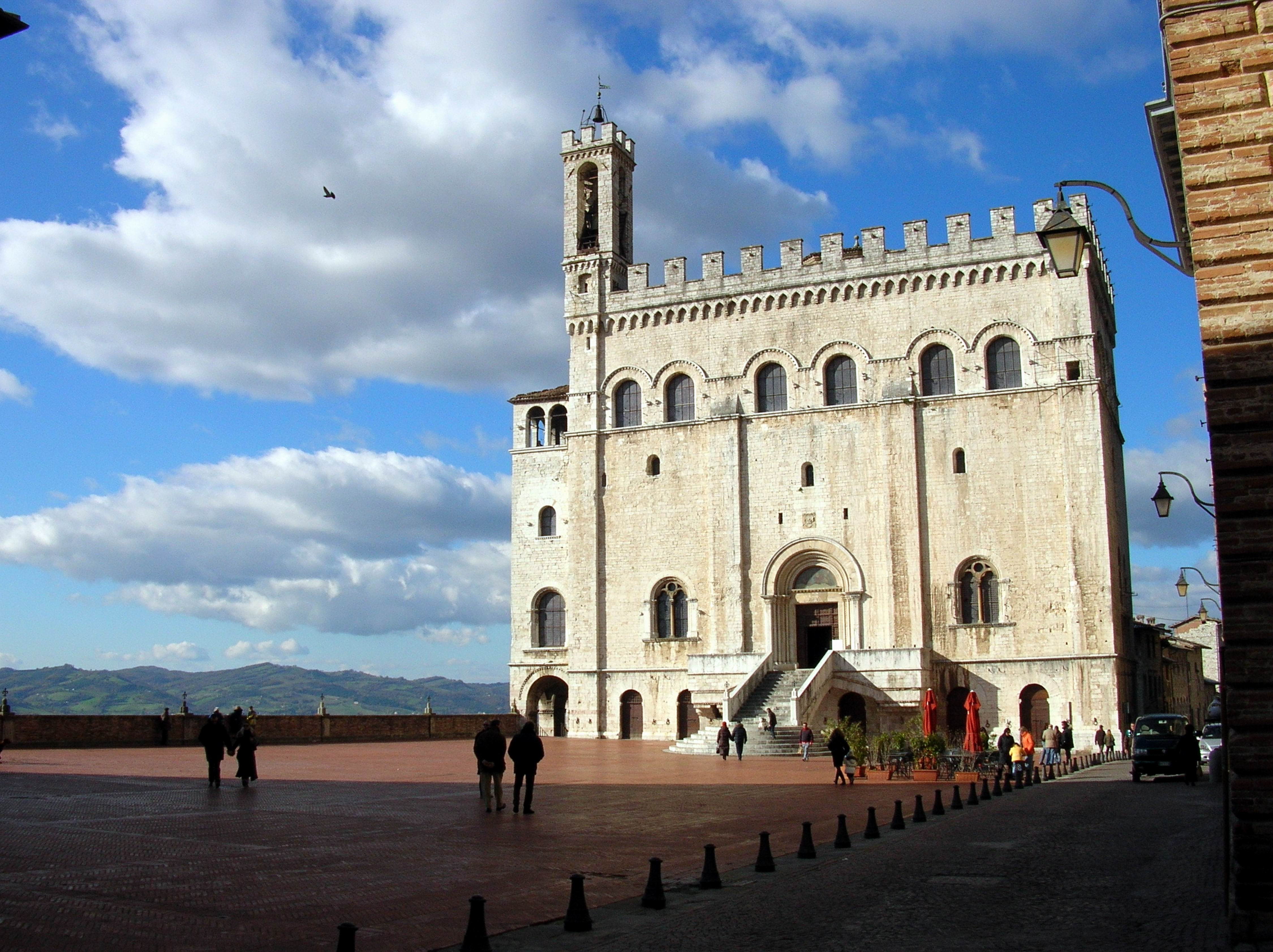
Palazzo dei Consoli a Gubbio

I consoli erano magistrati, così denominati secondo l'antico uso romano, che affiancavano i Consigli (detti Arenghi, Parlamenti, Assemblee, Senati, ecc. a seconda dei luoghi) nelle amministrazioni dei Comuni nell'Italia medievale. Il governo del Comune era basato su un Consiglio generale cittadino che eleggeva dei magistrati, detti consoli, incaricati della reggenza. Questi, in un primo momento, essendo privi di autorità esercitavano il proprio compito in rappresentanza del vescovo.
Il contesto storico in cui sono nati i Comuni Consolari è stata la Lotta per le investiture dei vescovi tra l'imperatore Enrico IV e il papa Gregorio VII.

## Descrizione
I consoli erano in numero variabile da città a città, e talvolta anche all'interno della stessa città (nel XII secolo, Milano ne ebbe fra 10 e 24), e generalmente rimanevano in carica un solo anno. Nella maggior parte dei casi, provenivano dalla classe magnatizia, costituita dai cittadini più ricchi (nobili e popolo grasso). Erano generalmente investiti del supremo potere esecutivo e avevano il comando militare in caso di guerra, nonché la responsabilità per l'ordine interno.
In taluni casi, ai consoli erano attribuite specifiche competenze: per esempio, Pisa e Genova avevano una magistratura dei Consoli del Mare; a Pisa tali magistrati avevano giurisdizione in primo grado sulle cause fra padroni di navi e mercanti, e in appello su tutte le altre cause marittime e mercantili. Milano aveva invece dei Consoli di Giustizia che si occupavano di autorizzazione nei contratti in cui una delle parti era una donna o un minore, della nomina di tutori, di autenticazione di copie di documenti, dell'assistenza ai duelli. A Perugia era attivo un Console delle Arti, con giurisdizione sulle corporazioni artigiane e mercantili. A Vicenza, dopo la dedizione della città a Venezia, i consoli (12 in tutto) affiancavano il podestà veneziano e la sua corte pretoria (formata da tre giudici assessori) nella pronunciazione delle sentenze penali, mentre era loro compito esclusivo istruire i processi penali riguardanti casi di omicidio.
Più raramente, i consoli erano nominati su base territoriale (quartieri, rioni, ecc.).
La prima menzione della carica di console a Firenze risale al 19 marzo 1138, quando i consoli fiorentini vennero inviati alla Dieta di San Genasio; le città Lombarde avevano Consoli alla metà del XII secolo, mentre a Pisa essi erano attivi già prima del 1100. L'istituzione fu diffusa fra l'XI e il XII secolo, per poi essere soppiantata da quella dei Priori (capi delle corporazioni), del Podestà (dittatore a termine, solitamente chiamato da fuori città) o direttamente dalla Signoria.
Il più antico documento inerente a questa carica è lo Statuto dei consoli di Pistoia che dà una descrizione attenta sui poteri di questa nomina e sul processo che ha portata a questa. È anche il più antico documento dell'età comunale ed è datato 1117.

## Cronologia
- Pisa (1081)
- Brescia (1090)
- Asti (1095)
- Milano (1097)
- Genova (1099)
- Pistoia (1105)
- Ferrara (1105)
- Cremona (1112)
- Lucca (1115)
- Bergamo (1117)
- Bologna (1123)
- Piacenza (1126)
- Mantova (1126)
- Modena (1135)
- Verona (1136)[2]